# Highlands (Szkocja)

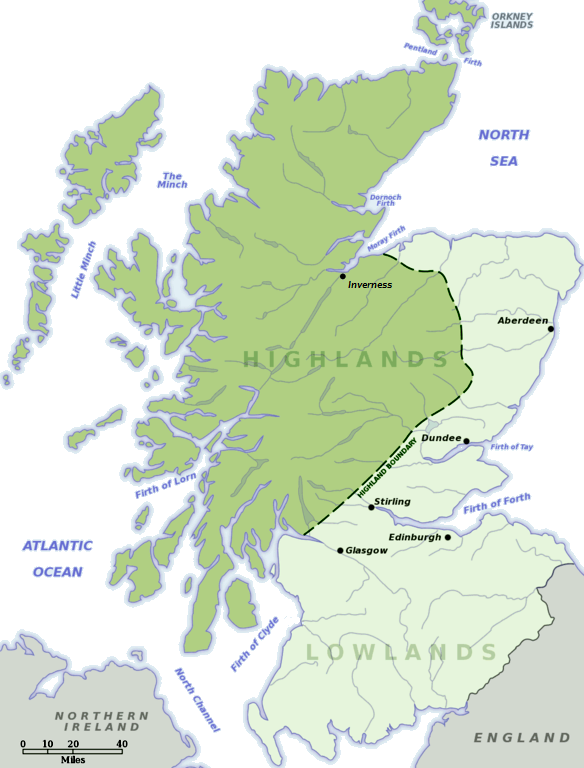
Mapa Szkocji przedstawiająca podział kraju na regiony Highlands i Lowlands

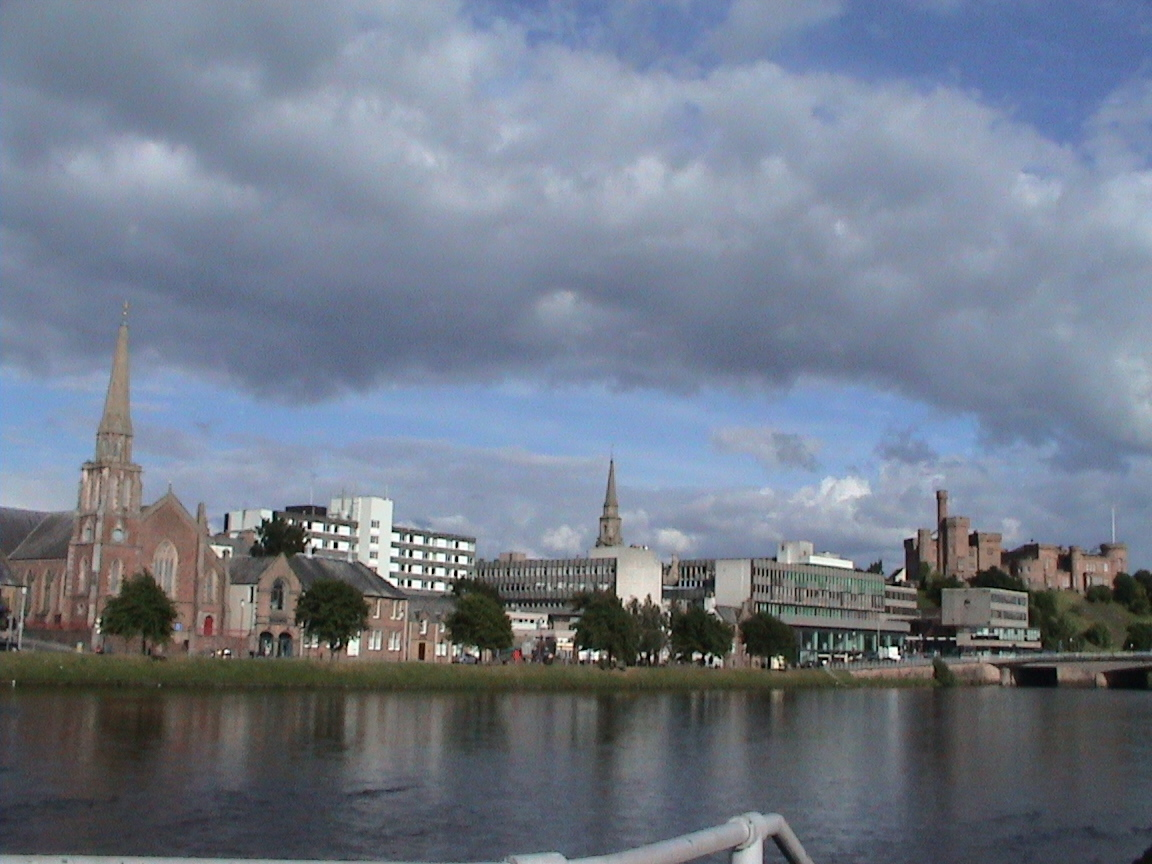
Inverness – główny ośrodek miejski w regionie Highlands

Highlands (ang. Scottish Highlands, gael. A' Ghàidhealtachd, scots the Hielands) – rozległy, górzysty region w północno-zachodniej Szkocji, obejmujący Góry Kaledońskie i Grampiany.
Region należy do najrzadziej zaludnionych w Europie. Urozmaicony licznymi jeziorami, często przeciwstawiany jest nizinnej krainie Lowlands, leżącej na południu. Do regionu zalicza się czasem okoliczne wyspy, w tym Hebrydy (Zewnętrzne i Wewnętrzne), wyspy Arran oraz Bute. Jeszcze w późnym średniowieczu na terenie Highlands dominował celtycki język gaelicki, w przeciwieństwie do regionu Lowlands, gdzie dominującym językiem był germański lallans/lowland scots.

## Historia
Pierwsze ślady obecności na tym obszarze ludów celtyckich, w tym Piktów, sięgają 500 roku p.n.e. W II wieku Rzymianie usiłowali podbić region, ale bez powodzenia, Szkocja od początku opierała się najazdom z południa. Począwszy od IV wieku rywalizowali tu ze sobą Piktowie i Szkoci. Szkoci wprowadzili język gaelski (gaelicki), natomiast Piktowie pozostawali liczne zabytki archeologiczne, przede wszystkim bloki kamienne zdobione rytami.
W IX wieku Piktowie i Szkoci osiągnęli porozumienie, by wspólnie przeciwstawić się Skandynawom. Od XIII wieku stopniowa ingerencja Anglików doprowadziła do czasowego poddaństwa władców Szkocji wobec Anglii. Jednak ziemie Highlands nadal były miejscem oporu przeciw angielskiemu najeźdźcy. Szkocja przez długi czas zachowywała niepodległość, głównie dzięki bitwom toczonym przez armię szkocką pod dowództwem Williama Wallace'a (słynnego zwycięzcy armii angielskiej pod Stirling w 1297 roku), uznanego za szkockiego bohatera narodowego. W 1707 doszło do zawarcia unii pomiędzy Anglią i Szkocją i powstania Królestwa Wielkiej Brytanii. Około 1746 roku Anglicy, obawiając się kolejnych zamieszek, rozpoczęli egzekucje i deportacje mieszkańców Highlands; przystąpili do likwidacji struktury klanów, zabronili również przestrzegania tradycyjnych obyczajów. Chłopi, pozbawieni ziemi, emigrowali do Ameryki. Czasy te nazywano „czystkami” (Highland Clearances). Wprowadzony w 1886 roku Crofters Act, który chronił prawa drobnych posiadaczy, zakończył okres wyludnienia Highlands. Do pierwszej połowy XIX wieku zarówno Highlands, jak i cała Szkocja były terenami nielegalnej produkcji whisky. Dopiero w 1823 roku uchwalono ustawę sankcjonującą legalną produkcję tego szkockiego alkoholu i opodatkowania dochodów z tej działalności w wysokości, którą gorzelnicy byli w stanie zaakceptować.